# Communauté de communes de la Champagne Picarde
La Communauté de communes de la Champagne Picarde (CCCP) est une communauté de communes française, située dans le département de l'Aisne.

## Historique
La communauté de communes a été créée par un arrêté préfectoral du 22 décembre 1995
La commune de Gernicourt, dans l'Aisne, a émis le souhait de fusionner au sein de celle de Cormicy, dans la Marne sous le régime de la commune nouvelle. En conséquence, le décret n°2016-1912 du 28 décembre 2016 la rattache au département de la Marne le 31 décembre 2016. Gernicourt devient, le 1er janvier 2017 une commune déléguée de Cormicy, et quitte le même jour la communauté de communes qui passe de 48 à 47 communes, pour intégrer la communauté urbaine du Grand Reims
Au sein de la communauté de communes, les communes de Guignicourt et de Menneville fusionnent le 1er janvier 2019 pour former la commune nouvelle de Villeneuve-sur-Aisne. L'intercommunalité regroupe désormais 46 communes.

## Territoire communautaire

### Géographie
La communauté de communes s'étend depuis 2015 sur le canton de Villeneuve-sur-Aisne (nommé canton de Guignicourt jusqu'en 2021). Avant le redécoupage territorial de 2015, il s'étendait sur les anciens cantons de Sissonne et de Neufchâtel-sur-Aisne.
À la fin des années 2010, la Champagne Picarde est un territoire principalement rural, dont la densité de 36 hab./km2 est significativement plus faible que celle du département (73 hab/km2). Il est constitué à 70,1 % d'espaces agricoles représentent (soit 414,4 km2), et les espaces naturels en occupent 23,1 % (164 km2). Les milieux aquatiques (en partie Nord et Sud du territoire) représentent 2,5 % et les espaces urbanisés occupent 4,3 % (soit 25,6 km2) de la  superficie de la Champagne Picarde.

### Composition
La communauté de communes est composée des 46 communes suivantes :

| Nom                                   | Code Insee | Gentilé           | Superficie (km2) | Population (dernière pop. légale) | Densité (hab./km2) |
| ------------------------------------- | ---------- | ----------------- | ---------------- | --------------------------------- | ------------------ |
| Saint-Erme-Outre-et-Ramecourt (siège) | 02676      | Saint-Ermois      | 20,11            | 1 700 (2022)                      | 85                 |
| Aguilcourt                            | 02005      | Aguilcourtois     | 10,57            | 405 (2022)                        | 38                 |
| Amifontaine                           | 02013      | Amifontenois      | 27,9             | 386 (2022)                        | 14                 |
| Berry-au-Bac                          | 02073      | Berryacois        | 8,1              | 720 (2022)                        | 89                 |
| Bertricourt                           | 02076      | Bertricourtois    | 4,48             | 154 (2022)                        | 34                 |
| Boncourt                              | 02097      | Boncourtois       | 13,29            | 270 (2022)                        | 20                 |
| Bouffignereux                         | 02104      | Bouffignereusiens | 4,36             | 95 (2022)                         | 22                 |
| Bucy-lès-Pierrepont                   | 02133      | Bucyacois         | 14,46            | 406 (2022)                        | 28                 |
| Chaudardes                            | 02171      | Chaudardais       | 4,7              | 91 (2022)                         | 19                 |
| Chivres-en-Laonnois                   | 02189      | Chivresiens       | 13,56            | 354 (2022)                        | 26                 |
| Concevreux                            | 02208      | Concevreusiens    | 12,51            | 260 (2022)                        | 21                 |
| Condé-sur-Suippe                      | 02211      | Condéens          | 5,83             | 343 (2022)                        | 59                 |
| Coucy-lès-Eppes                       | 02218      | Coucycois         | 6,03             | 647 (2022)                        | 107                |
| Courtrizy-et-Fussigny                 | 02229      | Courtriziens      | 4,22             | 76 (2022)                         | 18                 |
| Ébouleau                              | 02274      | Ébouleausiens     | 13,03            | 173 (2022)                        | 13                 |
| Évergnicourt                          | 02299      | Évergnicourtois   | 9,15             | 526 (2022)                        | 57                 |
| Gizy                                  | 02346      | Gizyciens         | 10,25            | 634 (2022)                        | 62                 |
| Goudelancourt-lès-Pierrepont          | 02350      | Goudelancourtois  | 8,73             | 141 (2022)                        | 16                 |
| Guyencourt                            | 02364      | Guyencourtois     | 4,2              | 246 (2022)                        | 59                 |
| Juvincourt-et-Damary                  | 02399      | Juvincourtois     | 29,82            | 608 (2022)                        | 20                 |
| Lappion                               | 02409      | Lappionnais       | 23,71            | 281 (2022)                        | 12                 |
| Liesse-Notre-Dame                     | 02430      | Liessois          | 9,96             | 1 265 (2022)                      | 127                |
| Lor                                   | 02440      | Loriots           | 8,87             | 139 (2022)                        | 16                 |
| Mâchecourt                            | 02448      | Mâchecourtois     | 10,08            | 109 (2022)                        | 11                 |
| Maizy                                 | 02453      | Maziacais         | 7,09             | 398 (2022)                        | 56                 |
| La Malmaison                          | 02454      | Malmaisonais      | 25,61            | 403 (2022)                        | 16                 |
| Marchais                              | 02457      | Marchaisiens      | 15,3             | 391 (2022)                        | 26                 |
| Mauregny-en-Haye                      | 02472      | Mauregnyciens     | 10,46            | 403 (2022)                        | 39                 |
| Meurival                              | 02482      | Meurivalois       | 2,89             | 58 (2022)                         | 20                 |
| Missy-lès-Pierrepont                  | 02486      | Missyacois        | 6,6              | 106 (2022)                        | 16                 |
| Montaigu                              | 02498      | Montacutains      | 23,51            | 766 (2022)                        | 33                 |
| Muscourt                              | 02534      | Muscourtois       | 2,18             | 45 (2022)                         | 21                 |
| Neufchâtel-sur-Aisne                  | 02541      | Neufchâtelois     | 2,86             | 423 (2022)                        | 148                |
| Nizy-le-Comte                         | 02553      | Niziois           | 31,53            | 232 (2022)                        | 7,4                |
| Orainville                            | 02572      | Orainvillois      | 8,69             | 496 (2022)                        | 57                 |
| Pignicourt                            | 02601      | Pignicourtois     | 7,01             | 175 (2022)                        | 25                 |
| Pontavert                             | 02613      | Pontavertois      | 13,37            | 605 (2022)                        | 45                 |
| Prouvais                              | 02626      | Prouvaisiens      | 18,22            | 339 (2022)                        | 19                 |
| Proviseux-et-Plesnoy                  | 02627      | Provisiolains     | 11,21            | 133 (2022)                        | 12                 |
| Roucy                                 | 02656      | Roucyens          | 6,96             | 375 (2022)                        | 54                 |
| Sainte-Preuve                         | 02690      | Sainte-Preuviens  | 9,61             | 68 (2022)                         | 7,1                |
| La Selve                              | 02705      | Selvois           | 4,77             | 198 (2022)                        | 42                 |
| Sissonne                              | 02720      | Sissonnais        | 53,53            | 2 061 (2022)                      | 39                 |
| Variscourt                            | 02761      | Variscourtois     | 5,56             | 218 (2022)                        | 39                 |
| La Ville-aux-Bois-lès-Pontavert       | 02803      | Villeboisiens     | 8,32             | 148 (2022)                        | 18                 |
| Villeneuve-sur-Aisne                  | 02360      |                   | 25,03            | 2 788 (2022)                      | 111                |

### Démographie
| 1968   | 1975   | 1982   | 1990   | 1999   | 2006   | 2011   | 2016   |
| ------ | ------ | ------ | ------ | ------ | ------ | ------ | ------ |
| 18 265 | 17 928 | 18 479 | 19 143 | 19 509 | 20 130 | 20 674 | 20 940 |

## Organisation

### Siège
La communauté de communes a son siège à Saint-Erme-Outre-et-Ramecourt, 2, route de Montaigu.

### Élus
La communauté de communes est administrée par son conseil communautaire, composé, pour la mandature 2020-2026, de 64 conseillers municipaux représentant chacune des communes membres et répartis en fonction de leur population de la manière suivante : 
 
- 7 délégués pour Villeneuve-sur-Aisne ;

- 6 délégués pour Sissonne ;

- 5 délégués pour Saint-Erme-Outre-et-Ramecourt ; 

- 3 délégués pour Liesse-Notre-Dame ; 

- 2 délégués pour Montaigu ;

- 1 délégué ou son suppléant pour les autres communes.
À la suite du renouvellement intervenu lors des élections municipales de 2020, le conseil communautaire du 15 juillet 2020 a réélu son président, Alain Lorain, maire de La Selve et désigné ses 6 vice-présidents qui sont :
1. Paul Mougenot, maire-adjoint d'Aguilcourt.
2. Martine Ravaux, maire de Bouffignereux.
3. Philippe Ducat, maire de Chivres-en-Laonnois.
4. Alain Wehr, maire-adjoint de Villeneuve-sur-Aisne.
5. Hubert Renard, maire de Nizy-le-Comte
6. Pierre-André Boulanger, maire de Prouvais.

Ils forment ensemble l'exécutif de l'intercommunalité pour le mandat 2020-2026.

### Liste des présidents
| Période                                  | Période                       | Identité                       | Étiquette | Qualité                                                    |
| ---------------------------------------- | ----------------------------- | ------------------------------ | --------- | ---------------------------------------------------------- |
| Les données manquantes sont à compléter. |                               |                                |           |                                                            |
| 1996                                     | septembre 2005                | Marcel Blanchard               |           | Maire de Liesse (2001 → 2008)                              |
| septembre 2005                           | avril 2008                    | Jacques Souty[réf. nécessaire] |           | Maire Adjoint d'Orainville (2001 → 2008)                   |
| avril 2008                               | avril 2014                    | Chantal Chevalier              |           | Maire de Maizy (2001 → 2014)                               |
| avril 2014                               | En cours (au 28 juillet 2020) | Alain Lorain                   | DVD       | Maire de La Selve (2008 → ) Réélu pour le mandat 2020-2026 |

### Compétences
L'intercommunalité exerce les compétences qui lui ont été transférées par les communes membres, dans les conditions déterminées par le code général des collectivités territoriales. Il s'agit de :
Compétences obligatoires
- Aménagement de l'espace : schéma de cohérence territoriale, zone de développement éolien ;
- Actions de développement économique : zones, d'activité, politique locale du commerce, promotion du tourisme ;
- Aires d'accueil des gens du voyage ;
- Collecte et traitement des déchets des ménages et déchets assimilés;
- Gestion des milieux aquatiques et prévention des inondations (GEMAPI)

Compétences optionnelles
- Protection et mise en valeur de l'environnement ;
- Politique du logement et du cadre de vie  ;
- Maisons de services au public

Compétences facultatives
- Équipements sportifs d’intérêt communautaire : Piscine de Sissonne
- Animation en direction de la jeunesse : accueils de loisirs sans hébergement  en temps de vacances scolaires et gestion de l’accueil de jeunes ;
- Développement de services de proximité :  plates-formes informatiques, relais d'assistantes maternelles, établissements d’accueils des jeunes enfants ;
- Service public d’assainissement non collectif : contrôle des installations ;
- Culture : mise en réseau des bibliothèques, mise en place d'une saison culturelle intercommunale, mise en réseau  des activités d’enseignement de la musique sur le territoire en partenariat avec les écoles de musique dans le cadre du schéma départemental de l’enseignement artistique ;
- Formation : formation BAFA ou BAFD, mise en œuvre de chantier d’insertion ;
- Création d’un conseil intercommunal de sécurité et de prévention de la délinquance : mise en place d’actions d’information et de prévention
- Réseaux et services locaux de communications électroniques

### Régime fiscal et budget
La communauté de communes est un établissement public de coopération intercommunale à fiscalité propre.
Afin de financer l'exercice de ses compétences, l'intercommunalité perçoit la fiscalité professionnelle unique (FPU) – qui a succédé à la taxe professionnelle unique (TPU) – et assure une péréquation de ressources entre les communes résidentielles et celles dotées de zones d'activité.
Elle perçoit également une redevance d'enlèvement des ordures ménagères (REOM), qui finance le fonctionnement de ce service public.
La communauté bénéficie également d'une bonification de sa dotation globale de fonctionnement (DGF).
Elle ne verse pas de dotation de solidarité communautaire (DSC) à ses communes membres.

## Projets et réalisations

### Réalisations
« La Communauté de Communes de la Champagne Picarde mène notamment les politiques suivantes :
- Développement d’une  politique en faveur de la petite enfance.
- Mise en place d’actions culturelles intercommunales, accessibles, variées et cohérentes s'adressant aux scolaires, aux centres de loisirs et aux familles.
- Mise en place de Relais Services Publics (des services mis en place par la Communauté de Communes à Saint-Erme et Guignicourt).
- Réhabilitation ou construction de locaux à destination des entreprises et des artisans(locaux propriétés de la Communauté de Communes et mis en location), accompagnement des créateurs d’entreprises.
- Mise en place d’un Fonds d’Intervention pour les Services, l’Artisanat et le Commerce (FISAC). Ce fonds a pour objectifd’accompagner l’évolution des secteurs du commerce, de l’artisanat, desservices.Outre les aides financières à l’investissementmobilisables dans le cadre de ce fonds, la Communauté de Communes met en place en partenariat avec la Chambre de Commerce et d’Industrie et la Chambre de Métiers et de l’Artisanat des actions collectives qui ont pour objetd’accompagner les artisans commerçants(diagnostics Accessibilité, diagnostics Hygiène, démarche Qualité Commerce...) ».

### Projets
Aménagement
L'intercommunalité a approuvé son schéma de cohérence territoriale (SCOT) le 11 avril 2019. Celui-ci est structuré par les démarches suivantes : 
- Un équilibre à maintenir dans le développement du territoire ;
- Proposer  un  accueil  pour  le  développement  économique  afin  de  limiter  les déplacements d’actifs vers des pôles d’emplois extérieurs(Reims notamment) ;
- Maintenir l’attractivité résidentielle du territoire ;
- Préserver la qualité du cadre de vie.